# Terminalia guaiquinimae
Terminalia guaiquinimae là một loài thực vật có hoa trong họ Trâm bầu. Loài này được Maguire & Exell miêu tả khoa học đầu tiên năm 1958.